# 万典武
万典武（1921年—2018年10月24日），湖北汉阳人，中国经济学家，中国商业经济学开拓者，原中国商业经济学会副会长。